# Pobladura de Valderaduey
Pobladura de Valderaduey è un comune spagnolo di 57 abitanti situato nella comunità autonoma di Castiglia e León.